# پائولو بوتزی

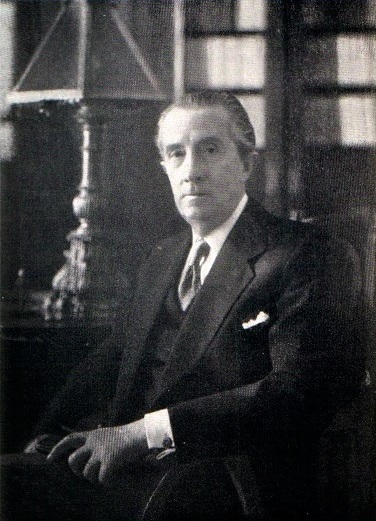

پائولو بوتزی (به ایتالیایی: Paolo Buzzi)؛ (۱۵ فوریه ۱۸۷۴، میلان – ۱۸ فوریه ۱۹۵۶) نمایشنامه‌نویس و شاعر آینده‌نگر ایتالیایی بود.

## زندگی‌نامه
بوتزی در پاویا در رشته حقوق تحصیل کرد و همزمان در سخنرانی‌های ادبیات شرکت کرد. او در سال ۱۸۹۱ برنده جایزه مسابقه شعر میلان شد. در سال ۱۸۹۸ با راپسودی‌های پلنگی فعالیت شعری او در ارنست آغاز شد. در سال ۱۹۰۵ در مسابقه‌ای در مجله ادبی شعر که توسط فیلیپو تومازو مارینتی و سم بنلی تأسیس شد، عنوان بهترین شاعر ایتالیایی زبان را به دست آورد. بدین ترتیب او نوشتن برای این مجله ادبیات شعر را آغاز کرد. او فیلمبرداری را هم امتحان کرد. در سال‌های بعد او اخلاق آینده‌نگر خود را ترک کرد و با قالب‌های سنتی شعر کار کرد.